# Карстова лійка «Язвінь»
Карстова лійка «Язвінь» — геологічна пам'ятка природи місцевого значення в Україні.
Пам'ятка природи розташована на території Чортківського району Тернопільської області, с. Новосілка, серед полів.
Площа — 0,80 га, статус отриманий у 1994 році.
Під охороною — карстова лійка діаметром близько 15 м. Лійка є свідченням того, що тут є поклади гіпсів, а в них, можливо, печери. Пам’ятка природи перебуває у віданні агрофірми «Новосілка». .